# مرثية
المَرْثِيَةُ(1) أو المَرْثاة هي أحد فنون الشعر يُعنى بالتعبير عن الحزن والأسى لفقدان شخص عزيز أو تجسيد المآسي الجماعية التي ألمّت بجماعة أو أمة. وتتميز اللغة في المرثية بالارتفاع الأسلوبي واستخدام الصور البلاغية من استعارات وتشبيهات ومقارنات تهدف إلى إبراز محاسن المتوفى ومدى وقع الفقد على الشاعر والمجتمع. يعود فن المرثية في الشعر العربي إلى العصر الجاهلي واستُمرّ في العصر الإسلامي وإلى الآن.

## الملاحظات
1 - مَرْثِيَة بفتح الياء المخفًّفة، أي: بغير تشديد.

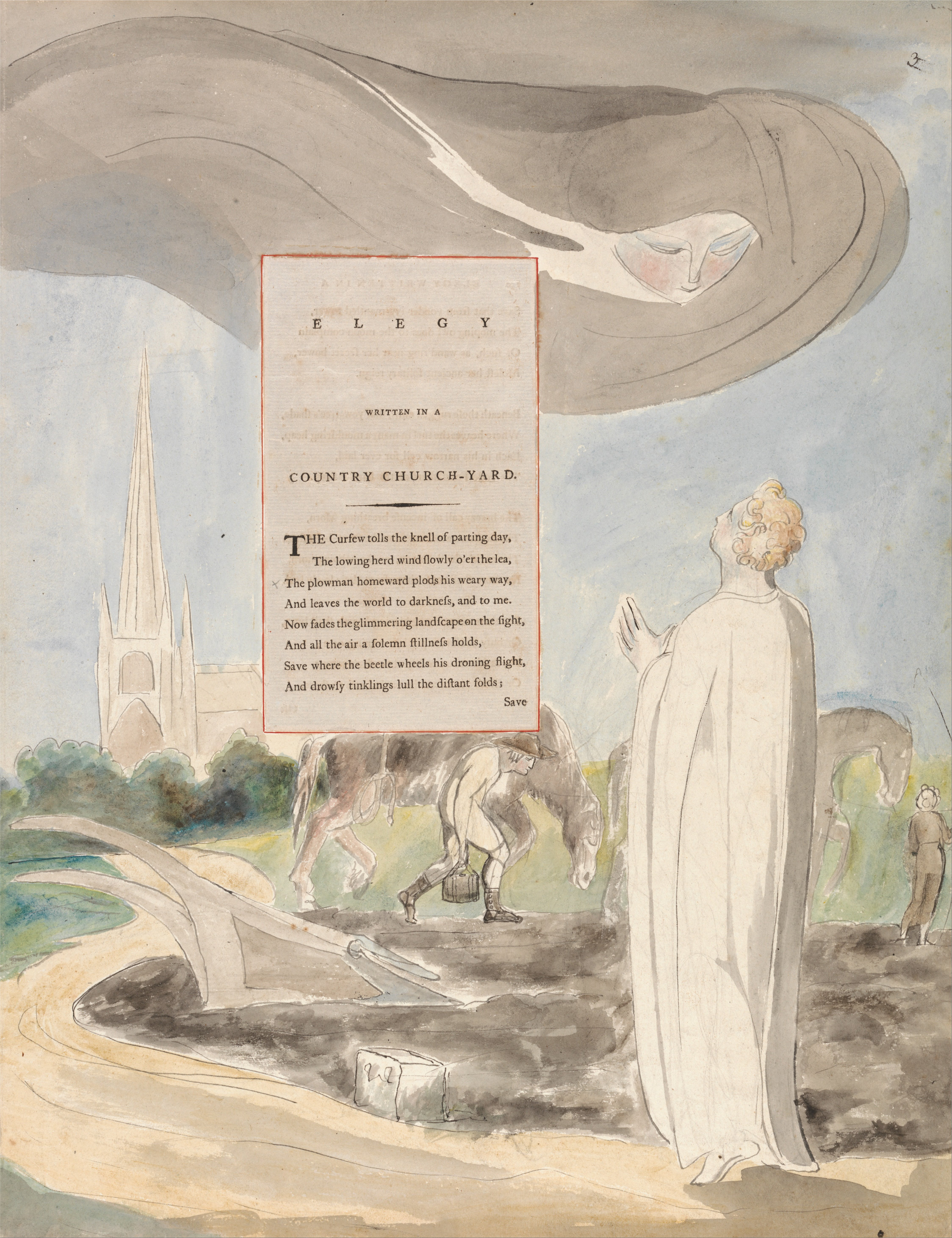
مرثية مكتوبة في ساحة كنيسة يارد ، رسم ويليام وليم بليك.